# Riccardia regnellii
Riccardia regnellii là một loài rêu trong họ Aneuraceae. Loài này được K.G.Hell mô tả khoa học đầu tiên năm 1969.